# Blood on the Moon (Chrome)
Blood on the Moon è il quinto album in studio del gruppo musicale Chrome, pubblicato il 1981.

## Tracce
Lato 1
1. The Need – 3:02
2. Innervacume – 2:55
3. Perfumed Metal – 4:39
4. Planet Strike – 2:25
5. The Strangers – 3:35

Lato 2
1. Insect Human – 4:55
2. Out of Reach – 3:36
3. Brain Scan – 3:59
4. Blood on the Moon – 5:08

## Formazione
- Helios Creed - voce, chitarra
- Damon Edge - voce, moog
- Hilary Stench - basso
- John Stench - batteria